# Jean de Nays Candau
Jean Alexandre Louis François de Nays Candau né le 31 juillet 1765 à Orthez et mort le 2 janvier 1839 à Castétis est un homme politique français, conseiller général du canton de Lembeye, élu député des Basses-Pyrénées le 8 mars 1821 à la Chambre des députés.

## Famille
Jean Alexandre Louis François de Nays Candau est né le 31 juillet 1765 à Orthez (Pyrénées-Atlantiques) et mort à Castétis (Pyrénées-Atlantiques) le 2 janvier 1839. Il est issu du mariage de Bertrand de Nays Candau et de Françoise Renée Casamajor de Charitte (née en 1741), fille de Jean Vincent Casamajor de Charitte et de Marie Louise Charette de la Colinière.
Il épouse Émilie Angélique de Perpigna, fille de Philippe de Perpigna (1740-1798) et d'Angélique de Perpigna (1746-1796). De cette union, nait une fille, Rénée Raymonde Amélie Adèle de Nays Candau (1799-1888) qui épouse son cousin Hippolyte Léonard de Nays, 10e marquis de Candau, né à Orthez le 6 septembre 1799 et mort au château de Castétis le 1er février 1885.

## Carrière - Vie politique
Il est député des Basses-Pyrénées du 8 mars 1821 au 24 décembre 1823 et du 6 mars 1824 au 5 novembre 1827.
Issu d'une des plus anciennes familles du Béarn, Jean de Nays Candau entre dans la magistrature et appartient au Parlement de Pau. Riche propriétaire dans les Basses-Pyrénées, il en est conseiller général quand il est élu député, le 8 mars 1821, avec 30 voix sur 33 votants et 110 inscrits. Il remplace à la Chambre M. de Saint-Cricq, dont l'élection venait d'être annulée. Il vote avec la droite et est réélu, le 6 mars 1824, par 60 voix (90 votants, 111 inscrits).
La Nouvelle biographie pittoresque des députés de la Chambre septennale (1826) s'exprime ainsi sur son compte : « M. de Candau ne parle jamais à la Chambre; il réserve tout son esprit pour les salons; malgré ses cinquante ans, la fraîcheur et l'élégance de sa toilette le font encore passer pour un jeune homme. M. de Candau est un de ces hommes indispensables dans un salon. Le faubourg Saint-Germain se l'arrache. On peut le comparer sous quelques rapports à M. de Peyronnet dont il est un peu le parent. Le député quasi-ministériel des Basses-Pyrénées passe pour littérateur dans les boudoirs. Il n'est pas de vicomtesse ou de marquise qui n'affirmât qu'il est le plus fort latiniste du siècle. Il ne manque à M. de Candau rien de ce qui constitue un homme aimable ; malheureusement cette qualité ne suffit pas pour faire un bon député. ».

## Pour approfondir